# NGC 6934
NGC 6934 је збијено звездано јато у сазвежђу Делфин које се налази на NGC листи објеката дубоког неба.
Деклинација објекта је + 7° 24' 17" а ректасцензија 20h 34m 11,6s. Привидна величина (магнитуда) објекта NGC 6934 износи 8,9. NGC 6934 је још познат и под ознакама GCL 117.